# Volker Koepp
Pour les articles homonymes, voir Koepp.
Volker Koepp (né le 22 juin 1944 à Stettin) est un réalisateur de films documentaires allemand.

## Biographie
Volker Koepp passe son baccalauréat en 1962 avant de suivre une formation d'ajusteur mécanicien. Il poursuit par des études à l'université technique de Dresde, puis à l'École supérieure de cinéma de Potsdam-Babelsberg.
Volker Koepp est notamment l'auteur de sept documentaires sur la ville de Wittstock (Mädchen in Wittstock (1975), Wieder in Wittstock (1976), Wittstock III (1978), Leben und Weben (1981), Leben in Wittstock (1984), Du nouveau à Wittstock (1992), Wittstock, Wittstock (1997), avec lesquels il suit le parcours de plusieurs habitants sur plusieurs décennies. En 1984 il reçoit le prix Findling (Findlingspreis) pour Leben in Wittstock.
En 1992, devenu réalisateur indépendant, il reçoit le prix de la critique allemande pour l'ensemble de son œuvre et en 1996 il est élu membre de l'Académie des arts de Berlin.
En 2001, Volker Koepp met en scène Monsieur Zwilling et Madame Zuckermann, un documentaire sur deux Juifs ukrainiens rescapés du génocide perpétré par les Nazis durant la Seconde Guerre mondiale.

## Filmographie
- 1970 : Der Oktober kam  (Alors vint Octobre)
- 1971 : Schuldner (documentaire)
- 1973 : Grüße aus Dichter Johannes (documentaire)
- 1974 : Stalan Dudow
- 1975 : Jeunes filles à Wittstock (Mädchen in Wittstock) (18 minutes)
- 1976 : Wieder in Wittstock (court documentaire)
- 1976 : Das weite Feld (La vaste campagne)
- 1977 : Hütes Film (documentaire)
- 1978 : Wittstock III (court documentaire)
- 1979 : Tag für tag (court documentaire)
- 1980 : Haus und Hof (documentaire)
- 1981 : Leben und Weben (court documentaire)
- 1982 : In Rheinsberg
- 1983 : Alle Tiere sind schön da
- 1984 : Leben in Wittstock (documentaire, Prix Findling 1984)
- 1985 : Afghanistan 1362 - Erinnerung an eine Reise
- 1989 : Märkische Ziegel
- 1992 : Sammelsurium - Ein ostelbischer Kulturfilm (Vide-grenier RDA : documentaire de l'est de l'Elbe)
- 1993 : Die Wismut (documentaire, Prix allemand de la critique 1994, prix du film de Hesse 1994)
- 1994 : Du nouveau à Wittstock (Neues aus Wittstock) (documentaire)
- 1995 : Kalte Heimat (Festival du film documentaire de Nyon : 1995 : Prix du public, "Filmband in Gold für Kamera")
- 1995/1996 : Fremde Ufer (Rives lointaines)
- 1997 : Wittstock, Wittstock (documentaire)
- 1998 : Schöne Erde Mutterland
- 1998 : Die Gilge (documentaire - TV)
- 1999 : Herr Zwilling und Frau Zuckermann (documentaire, 1999: Int. Festival du film documentaire de Nyon : premier prix, prix du film allemand ; nommé au festival international du film documentaire de Munich)
- 2001 : Kurische Nehrung/Ostpreußen (documentaire, IFF Berlin 2001)
- 2002 : Die Uckermark (documentaire)
- 2003 : Ewige Orte (documentaire)
- 2003/2004 : Cette année-là à Czernowitz (Dieses Jahr in Czernowitz) (documentaire 134 minutes)
- 2007/2008 : Holunderblüte (Fleurs de sureau) (Festival du réel Paris : Grand prix 2008)
- 2009 : Berlin-Stettin